# Geoffroy II de Mayenne
 (mars 2015).
Geoffroy II de Mayenne (1030-1098), baron de Mayenne.

## Famille
Il épouse Mathilde d'Alluyes, fille et héritière de Gautier, seigneur d'Alluyes, veuve de Guillaume Ier Gouet. Cette alliance est imposée par la nécessité, il s'agit d'avoir un défenseur solide contre les entreprises des Normands et de Rotrou († 1080), comte du Perche.
Geoffroy II de Mayenne, fils d'Hamon, eut certainement une longévité rare. Gaultier, son fils, était marié à Adeline avant 1050. Le père vécut jusqu'en 1098, et Gaultier et Adeline lui succédèrent après un court interrègne d'Hugue, leur oncle, pendant une absence sans doute. Le Cartulaire de Saint-Julien de Tours établit le premier terme de cette thèse ; les annales de Mayenne, le second.

## Château de Mayenne
Après avoir démontré péremptoirement que la féodalité héréditaire n'existe pas en Mayenne avant le XIe siècle, M. Bertrand de Broussillon  évoque le cas de  Mayenne : « Pour Mayenne, dit-il, qui passe pour avoir été un fief dès le IXe siècle, et à qui Guyard de la Fosse donne pour seigneurs à cette époque : Méen, Ruellon, Aubert, Geoffroy et Juhel, la charte 245 du Cartulaire de Saint-Vincent vient préciser les faits de manière à ne laisser aucun doute sur le nom de son premier seigneur, et sur la date de son inféodation. Cet acte, dont la rédaction se place entre 1067 et 1070, fut approuvé par Geoffroy, fils d'Hamon, lequel Geoffroy avait reçu de Foulques Nerra, comte d'Anjou, soit entre 1014 et 1040, la propriété du château de Mayenne. Cette inféodation ne saurait évidemment être placée avant l'an mil, sans attribuer à Geoffroy une longévité d'autant plus exagérée qu'il vivait encore après 1082. »
Dès la mort de Geoffroy Martel, Guillaume le Conquérant pousse son avantage dans le Maine. La plupart des seigneurs du Maine se révoltent alors contre le duc de Normandie. 
Ils sont conduits par Geoffroy II de Mayenne et appellent à leur tête Gautier III, comte du Vexin. Guillaume de Normandie se lance alors dans la conquête du Maine en pratiquant la tactique de la terre brûlée et en faisant tomber un à un les châteaux de ses opposants. II vient mettre le siège devant le château de Mayenne, où s'est réfugié Geoffroy de Mayenne. Un incendie fait capituler la place en 1063.
Il prit part, avec Guillaume II de Sillé et une élite des seigneurs manceaux, à la ligue contre Robert II de Bellême en faveur de Giroie ou Geré (1094).

## Source
- Abbé Angot, Les croisés et les premiers seigneurs de Mayenne : origine de la légende. Goupil, 1897.  ;
- Abbé Angot, Les deux faussaires et le pseudo-trésor de Goué (1614-1690), dans le Bulletin de la Commission historique et archéologique de la Mayenne, 1911, t. 27, p. 341-370  ;
- Abbé Angot, Note sur une charte du cartulaire de Saint-Julien de Tours, dans Bulletin de la Commission historique et archéologique de la Mayenne, 1913, no 29, p. 121 .

- Annie Renoux, Mayenne: de la villa au castrum (VIIe-XIIIe s.). In: Comptes rendus des séances de l'Académie des Inscriptions et Belles-Lettres, 2000 (lire en ligne), p. 211-231

- Annie Renoux, Le vocabulaire du pouvoir à Mayenne et ses implications politiques et architecturales (VIIe-XIIIe siècle). In:« Aux marches du Palais ». Qu'est-ce qu'un palais médiéval ? Données historiques et archéologiques. Actes du VIIe Congrès international d'Archéologie Médiévale (Le Mans–Mayenne 9-11 septembre 1999), 1999 (lire en ligne), p. 247-271

- Annie Renoux, Les pouvoirs locaux dans la France du centre et de l’ouest (VIIIe-XIe siècles), Presses universitaires de Rennes, 2005 (lire en ligne), « Aux sources du pouvoir châtelain de Geoffroi “Seigneur de Mayenne, le plus fort homme du Maine” (c. 1040-1098)» », p. 61-89